# Boekweitkoek
Boekweitkoek is een Belgisch gerecht. Een variant op de boekweitkoek (vermoedelijk afkomstig uit Groningen of de Achterhoek) wordt gemaakt met boekweitgrutten en melk. Hoewel doorgaans gegeten als zoet nagerecht, kan het opgebakken ook als vleesvervanger dienen. 